# Stenoonops macabus
Stenoonops macabus là một loài nhện trong họ Oonopidae.
Loài này thuộc chi Stenoonops. Stenoonops macabus được Arthur M. Chickering miêu tả năm 1969.